# Grande catastrophe ferroviaire de 1856 aux États-Unis
La grande catastrophe ferroviaire de 1856 a eu lieu à une vingtaine de kilomètres au nord-ouest de Philadelphie le 17 juillet 1856, lorsque deux trains circulant en sens inverse sur la même voie se sont heurtés, faisant officiellement 67 morts et 61 blessés, bilan alors le plus meurtrier de la jeune histoire du chemin de fer. Elle est connue sous les appellations de Désastre de Camp Hill dans le comté de Montgomery et de Tragédie du train de pique-nique dans la ville de Philadelphie et est restée l'un des évènements marquants de cette époque.

## Circonstances
Alors que sur la côte nord-est des États-Unis étaient déjà en service de nombreuses voies ferrées et abondaient les chantiers de construction de nouvelles lignes, en 1852 avait été constituée la Compagnie du chemin de fer de Philadelphie à Easton et au Water Gap, devenue en 1853 North Pennsylvania Railroad (en), pour relier par le rail les industries et le port de Philadelphie (en) aux exploitations minières de charbon et de zinc de la vallée de Lehigh distante d'une centaine de kilomètres. Le 3 juillet 1855, une première section d'une trentaine de kilomètres avait été inaugurée jusqu'à Gwynedd, et provisoirement mise en exploitation dans l'attente de l'achèvement de la ligne, dont la construction se poursuivait dans la plaine d'Hatfield.
À Philadelphie, la ligne partait de la gare dite de Cohocksink, située au bord du Delaware, à l'angle de Front Street et de Willow Street, en limite sud du faubourg de Kensington. Dès la sortie de l'agglomération, sa voie unique, établie sur un terrain très accidenté, s'insérait entre les collines et les vallées de quelques affluents du Delaware, enchainant des rampes et des déclivités atteignant 8 ‰. Jusqu'à Gwynedd, elle comprenait douze haltes intermédiaires, dont certaines étaient dotées d'un évitement. À la traction des trains sur ce tronçon étaient affectées trois locomotives, baptisées de noms amérindiens de lieux des environs, « Shackamaxon », « Aramingo » et « Cohocksink », livrées par la firme Baldwin.

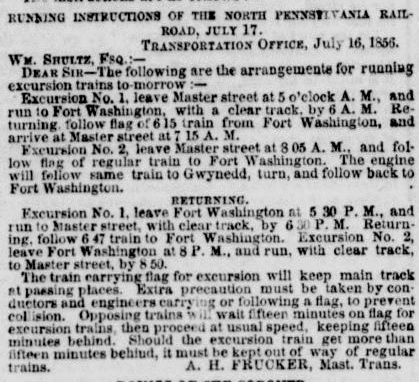
Instructions de la compagnie publiées par le New York Herald du 19 juillet 1856.

Le 17 juillet 1856, à la demande de la paroisse de Kensington de l'Église catholique romaine de Saint-Michel de Philadelphie (en) souhaitant emmener les élèves de son école du dimanche en excursion à Shaeff's Woods, un bois situé près de la gare de Fort Washington, la compagnie avait mis en place au départ de Cohocksink un train supplémentaire dénommé « Pique-nique Spécial », remorqué par la locomotive «Shackamaxon (en)», conduite par le mécanicien Henry Harris. Son chef de train était Alfred Hoppel. Le nombre de réservations dépassant 1 600, deux voyages avaient été prévus. Le train devait d'abord embarquer la moitié des passagers à 5 heures, les déposer à Fort Washington à 6 heures, puis, après le passage du train régulier venant de Gwynedd, il devait ensuite retourner à Cohocksink pour en repartir avec le reste des excursionnistes à 8 heures.
Le convoi était composé d'un fourgon à bagages chargé des fournitures nécessaires au pique-nique et de dix voitures occupées par un nombre de passagers variant entre 700 et 1 100 selon les sources. Compte tenu de la chaleur anormalement étouffante sévissant déjà en ville, on y avait placé prioritairement des enfants, accompagnés de quelques adultes et d'un prêtre, Daniel Sheridan.
L'embarquement ayant nécessité plus de temps que prévu, le départ avait eu lieu avec un retard de 23 minutes, qui s'était encore accru au fil des kilomètres puisque compte tenu de la surcharge du train et du profil en dents de scie du parcours, le mécanicien Harris avait dû à plusieurs reprises stopper pour attendre que la pression remonte dans la chaudière de sa machine.
À l'autre extrémité de la ligne, le convoi régulier pour Philadelphie, composé d'une seule voiture et d'un fourgon à bagages tirés par la locomotive « Aramingo », après avoir quitté Gwynedd à 6 heures, était arrivé un quart d'heure plus tard à Fort Washington. Constatant que le train spécial n'y était pas encore parvenu, et présumant qu'il aurait un retard important, même s'il ignorait en quel point de la ligne il se trouvait, celle-ci n'étant pas encore équipée du télégraphe, le chef de train William Vanstavoren (29 ans) décida de ne pas l'attendre, pensant pouvoir au moins se garer à Camp Hill pour le laisser passer, ou même gagner le prochain évitement, à Edge Hill. À 6 h 18, il ordonna donc à son mécanicien, William Lee, de repartir à vitesse réduite en faisant retentir son sifflet à intervalles réguliers.

## Accident
Le train de Gwynedd n'eut pas le temps d'arriver à Camp Hill. En effet, une fois franchi le seuil de Edge Hill, « Shackamaxon » avait retrouvé sa puissance, et Henry Harris mettait à profit la pente pour résorber une partie de son retard, roulant, selon les témoins, à une vitesse d'environ 60 km/h. Dans cette zone au terrain accidenté, la ligne enchaînait courbes et contre-courbes en un tracé tourmenté limitant parfois la visibilité à quelques dizaines de mètres. Les deux convois débouchaient chacun d'une tranchée en courbe lorsqu'à 6 h 23 ils se retrouvèrent face à face sur un remblai, au lieudit « Dewey's Lane » situé à 23 kilomètres de Philadelphie. Même si Harris siffla désespérément pour demander le serrage des freins et si William Lee, qui marchait à vue, put pratiquement arrêter « Aramingo » avant de sauter de la machine avec son chauffeur, la collision était inévitable. Emporté par son élan, le « Pique-nique Spécial » vint percuter violemment le train régulier. Sous la pression de la masse du convoi surchargé, ses trois voitures de tête s'écrasèrent contre le tender en se chevauchant, leurs caisses en bois réduites en miettes, et les deux suivantes déraillèrent et se couchèrent. Dans le choc, les locomotives, dont les chaudières avaient explosé, versèrent de part et d'autre du remblai. Des foyers éventrés, le feu se communiqua à l'amoncèlement des carcasses et en peu de temps, gagna progressivement le reste des wagons, dont ceux du train tamponné, qui étaient demeurés intacts.

## Secours
Les vingt passagers et le personnel du train de Gwynedd étaient sains et saufs et purent avec les rescapés du train d'excursion, pour l'essentiel des occupants des dernières voitures, porter les premiers secours aux victimes. Ils furent rejoints par les habitants des bourgs des environs, alertés par le bruit de la collision, entendu jusqu'à Fort Washington, distant de plus d'un kilomètre. Depuis un ruisseau serpentant à proximité, le Sandy Run, on improvisa avec tous les récipients disponibles une chaine pour tenter d'éteindre l'incendie, mais en vain, et la chaleur du brasier empêcha bientôt d'y accéder pour en extraire les dizaines de victimes demeurant encore prisonnières des épaves. À 7 h 40, arriva de Gwynedd, tiré par « Cohocksink », l'autre train régulier, dont le personnel et les passagers se joignirent aux sauveteurs, mais seuls les pompiers de Chestnut Hill, bourg situé cinq kilomètres plus à l'ouest, parvenus sur les lieux à 9 heures et puisant l'eau du Sandy Run à l'aide de deux pompes, purent venir à bout des flammes après plusieurs heures de lutte.
Le site de la collision n'offrant aucune protection contre le soleil brûlant, on avait entretemps transporté les blessés vers deux hôtels situés à 200 mètres de là, et les morts dans un hangar et un atelier de maréchal-ferrant. Une quaker habitant Wissahickon, Mary Johnson Ambler, qui avait rassemblé du matériel de premier secours et s'était rendue à pied sur les lieux de la catastrophe dispensa des soins d'urgence. Alertés par la rumeur publique, des médecins arrivèrent ensuite à cheval ou en carriole de Fort Washington et de Germantown, et on commença à évacuer les blessés les plus graves vers d'autres hôtels du voisinage et dans la maison de Mary Ambler, transformés en infirmeries de fortune. Des rescapés et des blessés légers gagnèrent même en charrette la gare de Chestnut Hill, alors terminus d'une ligne du Germantown and Norristown Railroad (en), d'où ils furent par la suite évacués en train vers Philadelphie, si bien qu'à leur arrivée dans l'après midi, un faux bruit se propagea qu'une catastrophe avait eu lieu sur ce réseau, après l'écroulement d'un pont.
Pendant ce temps, à la gare de Cohocksink du North Pennsylvania Railroad, constatant qu'à 8 heures ni le train régulier ni le train supplémentaire n'étaient encore arrivés, on pressentait qu'un évènement grave avait dû survenir, mais sans savoir encore lequel. Ne disposant pas de machine de réserve, des cadres de la compagnie avaient bien tenté de partir en reconnaissance sur la voie avec une draisine à bras, mais avaient dû y renoncer, les voyageurs alarmés par le retard voulant s'emparer de l'engin. Lorsque la nouvelle de la catastrophe fut enfin confirmée par une dépêche télégraphique de la police adressée à l'Hôtel de ville, elle se propagea vite dans la communauté irlandaise du faubourg de Kensington, dont faisaient partie la plupart des passagers du train. Certaines familles disposant de voitures se dirigèrent vers le lieu du sinistre afin de prendre des nouvelles de leurs proches, provoquant des embouteillages à la sortie de la ville. D'autres se rendirent à la gare, où d'importants effectifs de police furent envoyés en urgence pour contenir la foule, le bruit courant qu'elle avait l'intention d'incendier les locaux et d'arracher les voies. Des trains de secours formés avec du matériel d'autres compagnies furent envoyés et ramenèrent à Philadelphie les premières victimes vers 15 heures. Pris en charge par le directeur et des sœurs de la charité de l'hôpital catholique Saint Joseph, lieu de soins habituel de la communauté irlandaise, les blessés furent en majorité transférés dans cet établissement. D'autres, toutefois, rentrèrent se faire soigner chez eux ou chez des proches.
Les morts étaient regroupés à la gare de Cohocksink où un coroner avait été envoyé pour les recenser et mener une enquête sur les causes du désastre. Lorsque les familles identifiaient un corps, elles pouvaient, après enregistrement, le récupérer pour le faire inhumer, et la presse observa qu'à la différence des autres compagnies, le North Pennsylvania railroad ne leur fournissait pas de cercueil, les contraignant à emporter les dépouilles dans des draps.

## Bilan
Dans le « Pique-nique Spécial » le mécanicien Harris et son chauffeur, ainsi qu'une majorité d'occupants des trois premières voitures, dont le père Sheridan et nombre d'adolescents, avaient été tués sur le coup ou brûlés vifs dans l'incendie, et des blessés graves devaient décéder par la suite. Même si la dispersion des restes calcinés rendait impossible la reconstitution et l'identification d'au moins une dizaine de corps, on put à l'aide de la liste des réservations dénombrer les disparus. Ainsi, après la clôture des enquêtes, la justice retint en novembre les chiffres officiels de 67 morts et 61 blessés dans le cadre de la procédure ouverte pour homicide et blessures involontaires. Il convient d'observer qu'en réalité, le nombre des blessés dépassait la centaine, mais que beaucoup s'abstinrent de se faire enregistrer.

## Suites

### Retentissement médiatique
Les circonstances de cette tragédie survenue à l'occasion d'un évènement s'annonçant comme une joyeuse partie de campagne, le très jeune âge de la majorité des victimes, l'affliction et la colère impressionnantes de leurs proches, donnèrent lieu dans la presse à d'abondants articles assortis de détails pathétiques et d'exemples édifiants, reproduisant souvent intégralement les informations publiées par le Philadelphia Bulletin (en). La plupart des journaux relayèrent aussi l'appel à la solidarité lancé par six citoyens de la ville en faveur des familles se trouvant dans le dénuement après la disparition des leurs. L'élan de générosité ainsi suscité permit de recueillir 10 000 dollars, dont 500 donnés par John Welsh, président de la compagnie, et 20 par une église protestante.
La presse ne manqua pas non plus d'insister sur l'inquiétant accroissement du nombre et de la gravité des accidents ferroviaires aux États-Unis, notamment autour de Philadelphie et Baltimore en notant leur caractère plus meurtrier que sur les chemins de fer européens.
Alors que d'aucuns se bornaient à affirmer que « les crapules qui sacrifient ainsi en masse la vie humaine » méritent la potence, d'autres estimaient que la multiplication des accidents révélait la nécessité de renforcer et d'unifier les règles de fonctionnement des compagnies de chemin de fer. Aussi, dans les jours qui suivirent, des membres du Congrès proposèrent que la réglementation des activités ferroviaires soit enlevée aux autorités locales pour être attribuée à l'État fédéral, comme c'était déjà le cas pour la navigation depuis un arrêt de 1824 de la Cour suprême. La demande resta cependant sans suite, et ce n'est qu'après une décision de la Cour du 25 octobre 1886 étendant expressément aux chemins de fer sa jurisprudence de 1824 que le gouvernement fédéral put faire adopter une série de lois dans ce domaine.

### Recherche des responsables

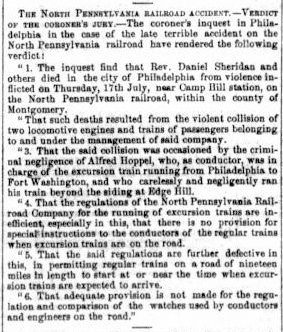
Verdict du jury d'accusation publié dans le Daily Union du 26 juillet 1856.

Les règles de la procédure pénale aux États-Unis déterminant les compétences en fonction du lieu de décès, deux coroners avaient été nommés pour enquêter, l'un dans le comté de Montgomery où s'était produit l'accident, l'autre dans celui de Philadelphie, où certains des blessés avaient succombé. Deux instructions furent donc menées conjointement par des jurys, avec audition des principaux acteurs de la tragédie. L'un des plus importants d'entre eux, William Vanstavoren, chef du train venant de Gwynedd, sorti indemne de la catastrophe, ne put cependant témoigner puisqu'il se donna la mort le jour même en s'empoisonnant à l'arsenic une fois rentré chez lui à Philadelphie. On attribua cet acte au remords, en l'interprétant comme une reconnaissance implicite de sa responsabilité dans la collision. En effet, il n'avait stationné que trois minutes à Fort Washington alors que selon les directives contenues dans une note de la compagnie retrouvée lors de l'enquête, il aurait dû y attendre un quart d'heure le train d'excursion avant de s'engager sur la voie unique.
En dépit de ce suicide, les jurys des deux enquêtes s'accordèrent pour imputer la responsabilité de l'accident au seul chef de train du Pique-nique Spécial, Alfred Hoppel, déclaré coupable de « négligence criminelle » pour avoir dépassé l'évitement de Edge Hill sans y attendre l'arrivée du train de sens inverse. Ce verdict apparemment surprenant était fondé sur une autre disposition de la même note de la compagnie indiquant que si le train d'excursion avait un retard de plus d'un quart d'heure, il devait se garer pour laisser la priorité au train régulier. Sans doute à titre de circonstance atténuante, les jurés observèrent cependant que les directives de la compagnie sur l'insertion des trains d'excursion dans le trafic étaient insuffisantes et même défectueuses puisqu'elles autorisaient un train régulier à s'engager alors que l'arrivée d'un train supplémentaire était attendue.
Mis en accusation, Alfred Hoppel fut donc inculpé 67 fois pour homicide et 61 fois pour blessures. Incarcéré le soir même de l'accident, au cours duquel il avait eu une jambe brisée, il fut libéré après un mois de détention provisoire, sous caution de 20 000 dollars dans l'attente de son procès. À l'issue de celui-ci, ouvert deux mois plus tard à Norristown, il fut déclaré non coupable par le jury, sans doute sensible à la fois au suicide de l'autre chef de train et au flou des règles de fonctionnement du North Pennsylvania Railroad.
Entretemps, les familles des victimes s'étaient réunies à Philadelphie un mois après la tragédie et avaient décidé « d'user de toutes les voies de droit » pour obtenir réparation de la compagnie. Celle-ci procéda finalement à l'amiable en attribuant selon le cas des actions ou des indemnités en capital.

### Mesures symboliques
Le North Pennsylvania Railroad suspendit ses activités le dimanche suivant, jour des obsèques de plusieurs victimes à proximité de sa gare, à la fois en signe de recueillement, et pour éviter les troubles.
Le dévouement de Mary Ambler pour soigner les blessés avait été si apprécié qu'à sa mort, en 1868, le North Pennsylvania Railroad donna à la halte de Wissahickon Creek près de laquelle elle habitait le nom de Ambler. Cette appellation fut vingt ans plus tard étendue à l'agglomération environnante.